# HMS Franklin (J84)
Le HMS Franklin (pennant number J84) est un navire hydrographique et un dragueur de mines de la classe Halcyon construit pour la Royal Navy dans les années 1930 et utilisé pendant la Seconde Guerre mondiale

## Construction
Le Franklin est commandé le 4 septembre 1936 pour le chantier naval de Ailsa Shipbuilding Company de Troon en Ecosse. La pose de la quille est effectuée le 17 décembre 1936, le Franklin est lancé le 22 décembre 1937 et mis en service le 17 août 1938.
Il n'a pas été parrainé par une communauté civile lors de la Warship Week (semaine des navires de guerre) en mars 1942, certainement du fait qu'il n'a pas été déployé comme un navire de guerre.
Le Franklin est l'un des quatre navires basés sur la conception de Halcyon qui sont utilisés pour les travaux hydrographiques. De ce nombre, deux navires (le Franklin et le Scott (J79)) sont conçus pour les relevés hydrographiques et deux navires (le Jason (J99) et le Gleaner (J83)) sont principalement conçus comme dragueur de mines. Une grande salle de cartes est construite à l'extrémité du gaillard avant et le pont est agrandi.
La classe Halcyon est conçue pour remplacer la classe Hunt précédente et varie en taille et en propulsion en fonction de sa construction.
Après la fabrication des 5 premiers Halcyon, et ses 2 exemplaires d'une variante, le deuxième groupe de 14 navires dont fait partie ce navire est lancé avec comme principale modification sa propulsion. Ils déplacent 828 t à charge standard et 1 311 t à pleine charge. Les navires ont une longueur totale de 74,75 m comme la variante de la première série, un maître-bau de 10,21 m et un tirant d'eau de 2,7 m.
Ils sont propulsés par deux turbines à vapeur Parsons (alors que la première série des Halcyon possédait des machines à vapeur verticales compound ou triple expansion), chacune entraînant un arbre, utilisant la vapeur fournie par deux chaudières à trois cylindres Admiralty. Les moteurs produisent un total de 1 750 ch (2 370 kW) et donnent une vitesse maximale de 16,5 nœuds (30,6 km/h). Il transporte au maximum 247 t de mazout, ce qui lui donne un rayon d'action de 7 200 milles marins (13 300 km) à 10 nœuds (19 km/h).  L'effectif du navire est composé de 80 officiers et hommes d'équipage.
Le Franklin est armé de deux canons antiaériens QF de 4 pouces (10,2 cm). Il est également équipé de huit mitrailleuses Lewis de .303 British (7,7 mm). Plus tard dans sa carrière, le montage de son canon arrière de 4 pouces est enlevé comme l'est également la plupart des mitrailleuses Lewis. Un montage quadruple mitrailleuses de 12,7 mm Vickers est ajouté comme jusqu'à quatre montures simples ou jumelles pour canon de 20 mm Oerlikon AA (AntiAérien). Pour le travail d'escorte, son équipement de dragage de mines peut être échangé contre environ 40 charges de profondeur.

## Histoire
Le Franklin passe la guerre comme navire d'études hydrographiques. Il commence son service en 1938 en arpentant les Goodwin Sands et The Downs. En 1939, il effectue des relevés dans l'estuaire de la Tamise jusqu'à ce qu'en juin, il embarque pour Terre-Neuve, au Canada, pour effectuer un relevé de l'entrée de St. Lewis afin de faciliter l'extraction du bois. Le 23 août, il se précipite vers l'Angleterre sans escorte à sa station de guerre à Douvres, où le Franklin est tenu de fournir le contrôle de la pose des barrages de mines dans la Manche.
En décembre 1939, le Franklin se rend sur la côte Est et y travaille pour localiser des épaves de navires coulés, sonnant des chenaux de diversion et aidant les dragueurs de mines jusqu'en février 1940. Après une remise en état, il navigue à Scapa Flow pour le reste de l'année, où il fait des relevés pour aider à bloquer les passages, mais aussi à Dundee pour la base sous-marine et à Skaalefjord dans les Îles Féroé pour son utilisation comme un ancrage de flotte. Il participe également aux relevés à très grande échelle pour le positionnement des forts préfabriqués Maunsell dans l'estuaire de la Tamise pour la défense anti-aérienne de Londres.
Le 19 novembre 1940, au large de Great Yarmouth, lors d'une attaque aérienne, le Franklin est à cheval entre 6 bombes lancées d'un Junkers Ju 88, la plus proche explosant à 10 mètres du bord. il est ensuite endommagé par un coup de vent et doit naviguer pour des réparations sur Londres qui prennent trois mois, l'équipage étant affecté  pour le service de surveillance incendie pendant les bombardements des quais à partir du toit du bâtiment de l'Autorité portuaire.
En mars 1941, le Franklin navigue de nouveau pour la côte Est, recevant quelques dommages du remorqueur Zirda nécessitant encore deux semaines de réparations. Le 14 mai 1941, il est attaqué par l'aviation ennemie (un événement régulier sur la côte Est) et est endommagé par quatre quasi-accidents et par deux autres le 3 juin 1941 en mer du Nord. Les réparations durent du 4 au 13 juin 1941 réalisées sur le Humber. Entre ses tâches de relevés des fonds marins, ou lors du déplacement de l'un vers l'autre, le Franklin est souvent appelé à agir comme une escorte de convoi. En juillet 1941, alors que l'escorte d'un convoi qui dirige touche à sa fin, il rencontre un autre convoi en direction oppsé. Il est abordépar le navire Commodore de son propre convoi qui touche son côté bâbord, et immédiatement après, son côté tribord est sauvagement touché par l'un des navires du convoi opposé. Le pont supérieur est endommagé et réparé à Aberdeen du 14 juillet au 23 août 1941. Il passe la majeure partie du reste de 1941 dans les eaux écossaises avant de naviguer à Harwich pour le nettoyage de la chaudière et diverses réparations.
Le Franklin passe 1942 sur la côte Est à effectuer des relevés (sites des Forts Maunsell, Dudgeon Channel, la rivière Swale; Épaves sur les voies maritimes de la côte Est - itinéraires alternatifs pour les convois). De même, en 1943, il effectue des relevés de la rivière Colne, Le Wash, Docking Channel, la rivière Tay, Dornoch Firth et Invergordon.
En 1944, il arpente Scapa Flow (triangulation radar) et le Firth of Forth avant de participer aux débarquements de Normandie. Le Franklin est en réserve au Nore pendant l'assaut, et sert ensuite pour soutenir les études détaillées du site pour le port Mulberry d'Arromanches et le suivi avec des relevés portuaires à l’'Est, dans l'espoir d'aboutir à l'ouverture du Havre. Il remplace son navire-jumeau (sister ship, le Scott (J99), au large d'Arromanches et est le premier grand navire à entrer dans le port de Cherbourg où il localise des épaves et soutient de plus petites embarcations qui draguent les mines.
Le Franklin, après avoir effectué une recherche détaillée sur Cherbourg, s'installe vers l'Est à Dieppe. Alors que Le Havre est tombé aux mains des Alliés, un skiff à moteur de 16 pieds est envoyé par la route pour commencer la reconnaissance. Il rencontre un bref accueil hostile d'une poche de résistance allemande sur le brise-lames du Sud. Le Franklin, avec le ML 1001, entre dans le port au début de septembre malgré quelques réserves de la part des autorités de dragage des mines. L'inspection détaillée des fonds occupe quatre semaines, au cours desquelles la recherche de mines est une préoccupation constante. Le navire fournit des provisions, du carburant et de l’eau à de nombreux navires auxiliaires britanniques ainsi que d'aider à corriger leurs défauts mécaniques.
En octobre, le Franklin est déplacé plus à l'Est, à Ostende. Pour les Alliés, c'est de la plus haute importance que le port d'Anvers soit ouvert. Le passage jusqu'à l'Escaut est bloqué par les forces ennemies tenant toujours la rive Est. Le Franklin envoie un bateau à moteur et son équipage par transporteur de chars à Gand, et ils se dirigent vers Terneuzen pour commencer le sondage de la haute Escaut et du port avant que les navires ou les embarcations puissent atteindre la haute mer. Le relevé complet est terminé le 14 décembre, mais avant cela, le 28 novembre 1944, l’équipage du Franklin a la satisfaction de voir le premier convoi chargé de navires Liberty ship partir en amont pour décharger. Le général Montgomery lui-même s'est ensuite rendu au navire pour remercier son équipage pour leur travail.
Juste avant sa mort tragique dans un accident d’avion en janvier 1945, l’amiral Ramsay, écrivait personnellement à Edgell pour remercier le Service hydrographique pour sa participation dans les opérations Neptune et Overlord, qu'il n'est pas trop dire que sans le travail des arpenteurs et des cartographes, l'invasion n'aurait pas pu avoir lieu, et encore moins avec le succès écrasant qu'il a été.
Après un radoub au début de 1945, le Franklin quitte Sheerness pour Cuxhaven le 19 mai 1945. Il effectue des relevés de déminage, ainsi qu'à Hambourg, Heligoland, Kiel, Lubeck et Travemunde, ainsi que la fixation de bouées de navigation dans la Baltique.

### Après-guerre
Le Franklin retourne à Sheerness en octobre 1945. Il poursuit son déploiement dans les eaux intérieures sur la côte Est de l'Angleterre, y compris l'aide pendant les opérations de déminage ainsi que les exigences d’enquête d'après-guerre. Le navire reste en service jusqu'en 1955, date à laquelle il est retiré du service et réduit au statut de réserve à Chatham. Il est inscrit sur la liste d’élimination en 1956 et vendu à BISCo pour démolition par Clayton and Davie de Dunston sur Tyne, où il arrive en remorque au chantier du ferrailleur au cours de février de la même année.

### Honneurs de bataille
- NORMANDY 1944

### Participation auxconvois
Le Franklin a navigué avec les convois suivants au cours de sa carrière:
1. Convoi ETC 78

### Commandement
- Lieutenant Commander (Lt.Cdr.) Charles Wheatstone Sabine (RN) de août 1938 à février 1941
- Lieutenant Commander (Lt.Cdr.) Hugh Percival Price (RN) de février 1941 au 11 mai 1942
- Lieutenant Commander (Lt.Cdr.) Henry John Corlandt Stokes (RN) du 11 mai 1942 au 15 janvier 1944
- Lieutenant Commander (Lt.Cdr.) Edmund George Irving (RN) du 15 janvier 1944 au 6 mars 1946